# キホウボウ科
キホウボウ科（学名：Peristediidae）は、カサゴ目に所属する魚類の分類群の一つ。キホウボウなど底生性の深海魚を中心に、6属45種が記載される。

## 分布・生態
キホウボウ科の魚類はすべて海水魚で、大西洋・インド洋・太平洋など世界中の熱帯域の深海に広く分布する。大陸棚から大陸斜面にかけての海底で暮らす底生魚のグループで、日本の近海からは16種が知られている。
本科魚類は近縁のホウボウ科と同様に、指のように発達した胸鰭の鰭条を用いて海底を這うように移動する。吻（口先）から突き出した2本の吻突起を使って海底の砂泥を掘り起こし、甲殻類などの底生生物を捕食する。

## 形態

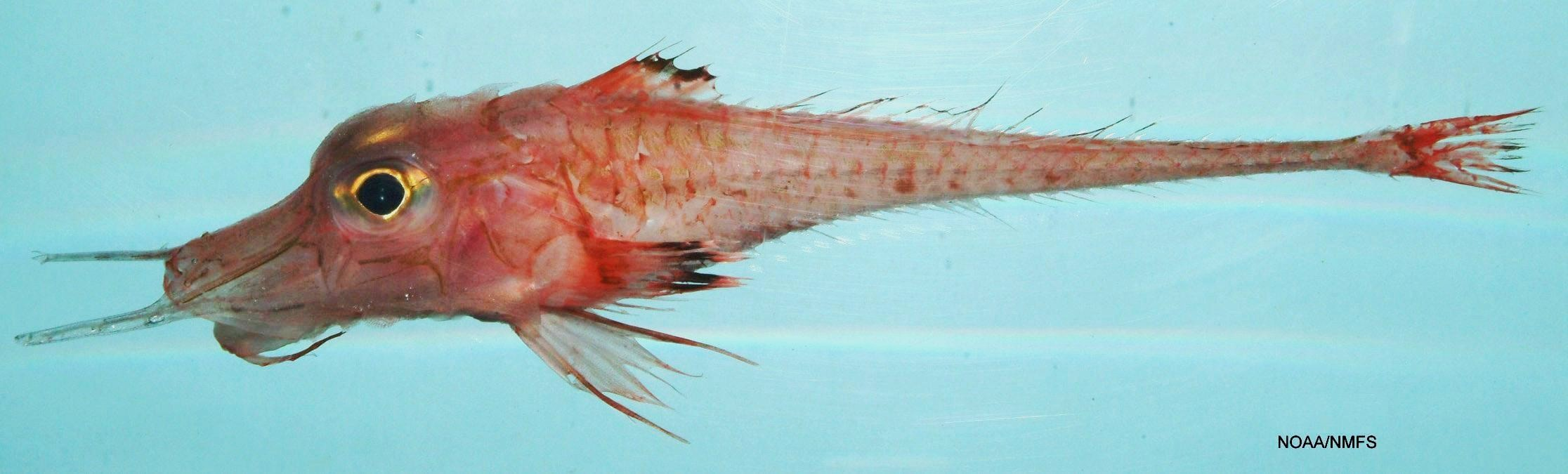
キホウボウ属の1種（Peristedion miniatum）。2本の吻突起と口ヒゲ、大きく発達した胸鰭が本科魚類の特徴である

キホウボウ科の仲間は上下に平たく縦扁した体型をもち、最大種では体長約50cmにまで成長する。体は左右それぞれ4列の硬い骨板で覆われ、特に頭部にはトゲ状の突起が発達する。ホウボウ科と類似して、吻（口先）の先端には2本のトゲが突き出し、吻突起と呼ばれる独特な構造を作り出している。吻突起の厚みや長さは種によってさまざまで、重要な分類形質として利用される。ホウボウ科とは異なり口は下向きで、下顎に口ヒゲをもつことが本科魚類の特徴である。
胸鰭の下位2本の鰭条は遊離し、大きく発達する。前眼窩骨に前向きの突起が存在する。椎骨は26-27個。

## 分類
キホウボウ類はかつてホウボウ科の亜科としてカサゴ亜目に所属していたが、現在ではコチ亜目の内部に独立の科として分類されるようになっている。キホウボウ科にはNelson（2016）の体系において6属44種が認められている。 本稿では、FishBaseに記載される6属45種についてリストする。
- オニキホウボウ属 Gargariscus

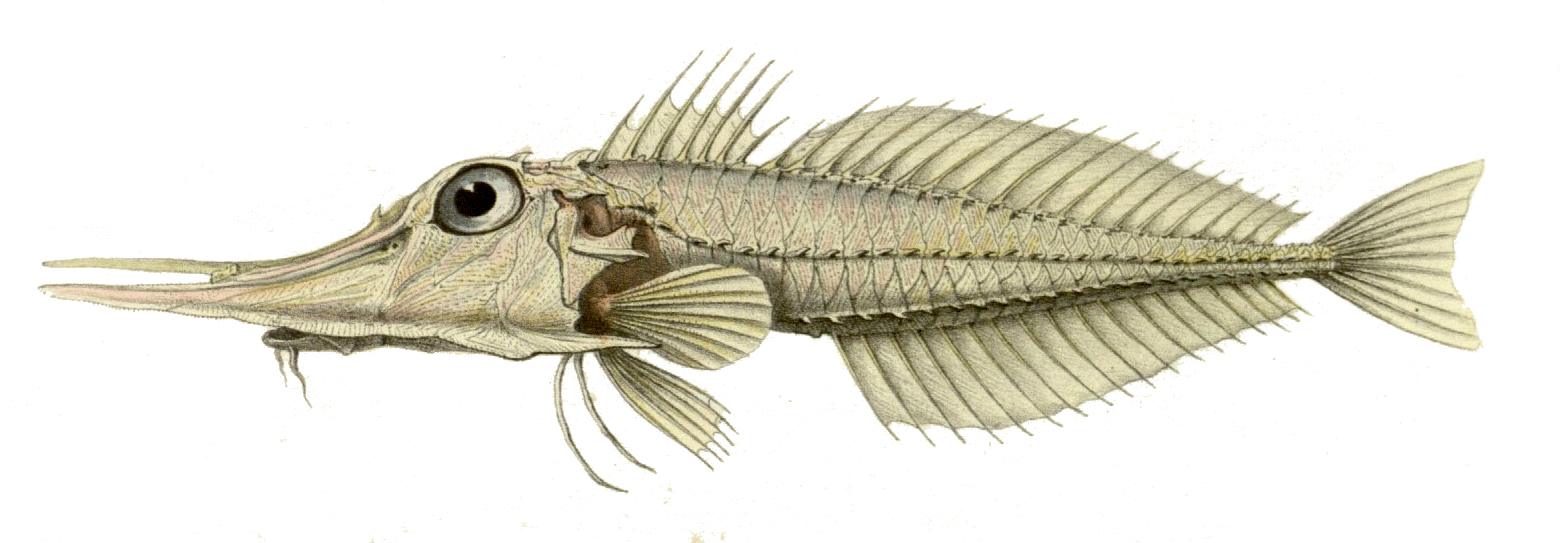
イソキホウボウ Satyrichthys rieffeli （イソキホウボウ属）。日本近海を含む西部太平洋に分布する。全身を覆う黒斑と、幅広い吻突起が特徴

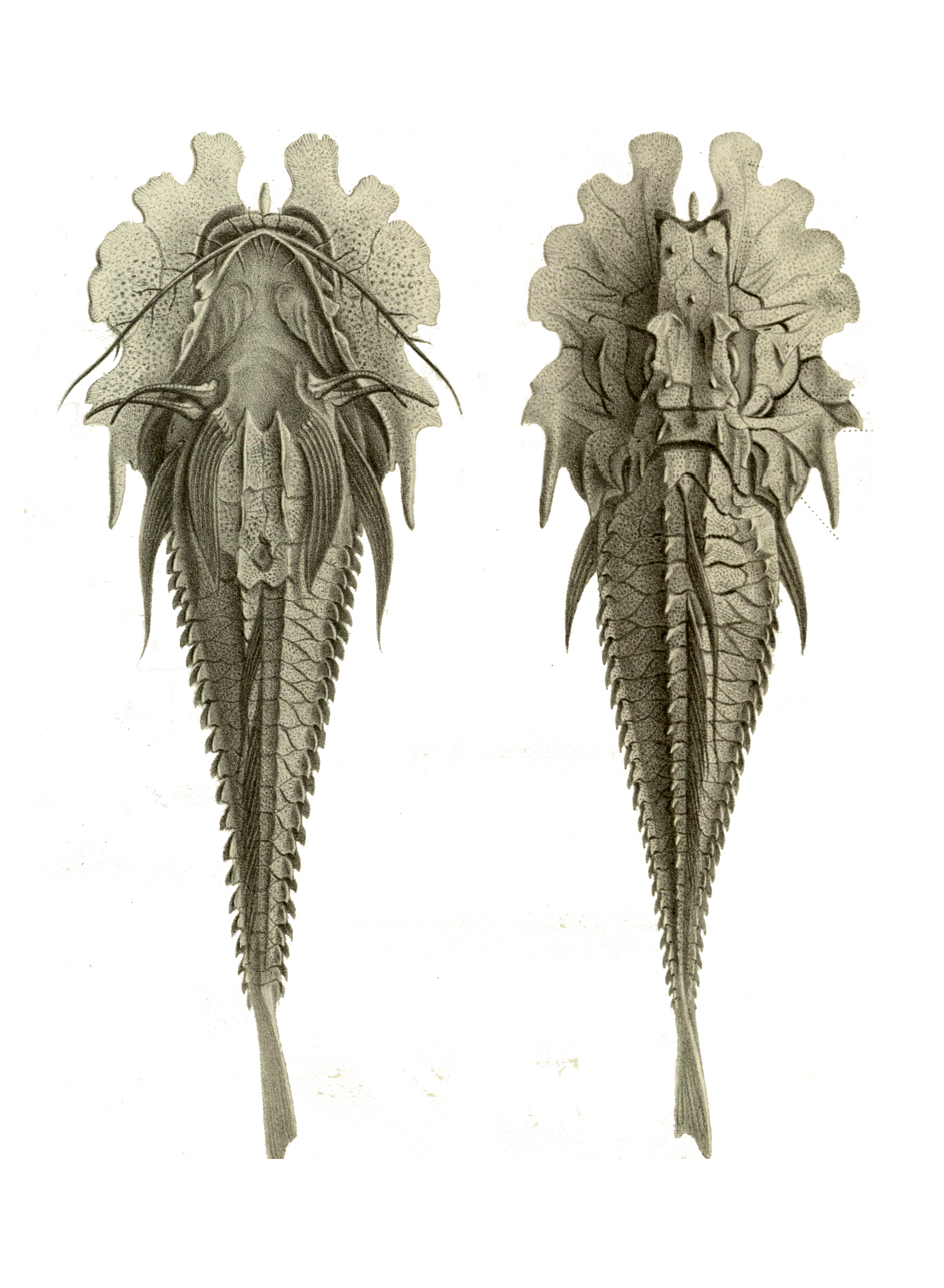
オニキホウボウ Gargariscus prionocephalus （オニキホウボウ属）。頭部の骨板が著しく隆起し、本種のみでオニキホウボウ属を構成する

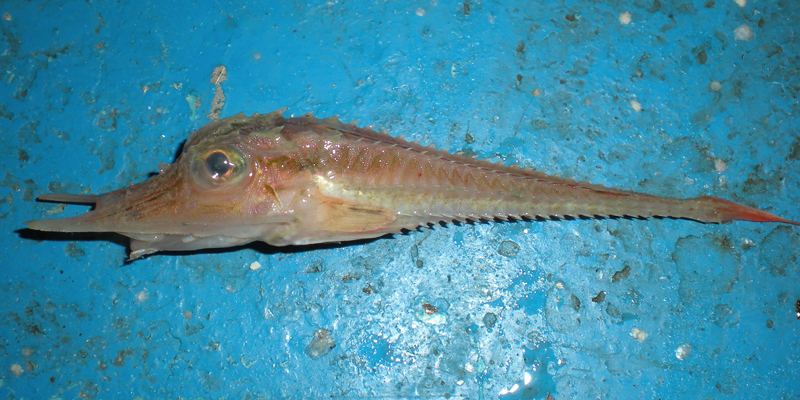
キホウボウ属の1種（Peristedion cataphractum）。東部大西洋から地中海にかけての水深50-848mに生息する

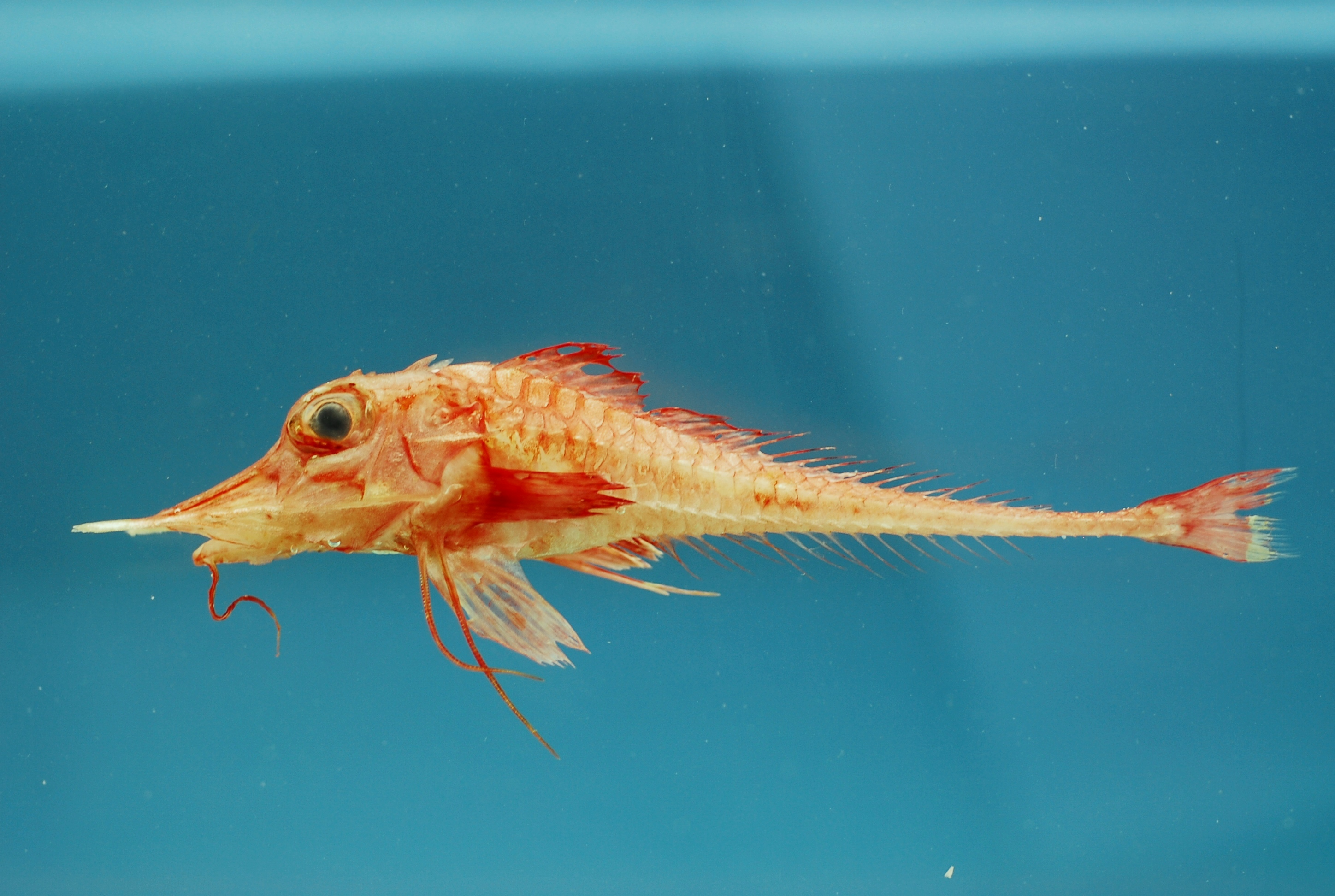
キホウボウ属の1種（Peristedion greyae）。西部大西洋の熱帯域から知られている

  - オニキホウボウ Gargariscus prionocephalus
- イトキホウボウ属 Heminodus
  - イトキホウボウ Heminodus philippinus[5]
- コウトウキホウボウ属 Paraheminodus
  - カモハラキホウボウ Paraheminodus kamoharai
  - コウトウキホウボウ Paraheminodus laticephalus[6]
  - Paraheminodus longirostralis
  - ハナビロキホウボウ Paraheminodus murrayi[6]
- キホウボウ属 Peristedion
  - Peristedion altipinne
  - ツノブトキホウボウ Peristedion amblygenys
  - Peristedion antillarum
  - マトキホウボウ Peristedion barbiger
  - Peristedion brevirostre
  - Peristedion cataphractum
  - Peristedion crustosum
  - エビキホウボウ Peristedion ecuadorense
  - アミキホウボウ Peristedion gracile
  - Peristedion greyae
  - Peristedion imberbe
  - モヨウキホウボウ Peristedion liorhynchus
  - Peristedion longicornutum
  - Peristedion longispatha
  - Peristedion miniatum
  - Peristedion nesium
  - キホウボウ Peristedion orientale
  - Peristedion paucibarbiger
  - Peristedion richardsi
  - ヘリキホウボウ Peristedion riversandersoni
  - Peristedion thompsoni
  - カブトキホウボウ Peristedion truncatum
  - Peristedion unicuspis
  - Peristedion weberi
- イソキホウボウ属 Satyrichthys
  - Satyrichthys clavilapis
  - バケキホウボウ Satyrichthys laticeps
  - Satyrichthys longiceps
  - ヒゲキホウボウダマシ Satyrichthys milleri
  - オキキホウボウ Satyrichthys moluccensis
  - イソキホウボウ Satyrichthys rieffeli
  - ホンオキキホウボウ Satyrichthys welchi
- ヒゲキホウボウ属 Scalicus
  - Scalicus amiscus
  - トウホウソコキホウボウ Scalicus engyceros
  - Scalicus gilberti
  - ヒゲキホウボウ Scalicus hians
  - Scalicus investigatoris
  - ナンヨウキホウボウ Scalicus orientalis
  - ウスヒゲソコキホウボウ Scalicus paucibarbatus
  - ソコキホウボウ Scalicus quadratorostratus
  - トゲキホウボウ Scalicus serrulatus